# Jasne (obwód tarnopolski)
Jasne (ukr. Ясне) – wieś na Ukrainie, w obwodzie tarnopolskim, w rejonie tarnopolskim. W 2001 roku liczyła 30 mieszkańców.
Do 2020 w rejonie brzeżańskim.